# Wladimir Nikolajewitsch Ipatjew

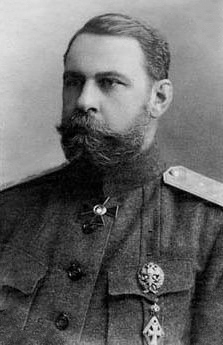
Wladimir Nikolajewitsch Ipatjew

Wladimir Nikolajewitsch Ipatjew (russisch Владимир Николаевич Ипатьев, nach seiner Emigration unter dem Namen Vladimir Ipatiev; auch Ipatieff, * 9. Novemberjul. / 21. November 1867greg. in Moskau; † 29. November 1952 in Chicago, Illinois) war ein russischer Chemiker.

## Biografie
Ipatjew war ab 1898 Professor in Sankt Petersburg. Vor der Oktoberrevolution war er Generalleutnant der Zaristischen Armee und seit 1916 ordentliches Mitglied der Russischen Akademie der Wissenschaften. Nach der Revolution gründete Ipatjew mehrere chemische Forschungszentren in der UdSSR. 1923 wurde er zum korrespondierenden Mitglied der Göttinger Akademie der Wissenschaften gewählt. 1929 erhielt er den Leninpreis. 1930 verließ er die Sowjetunion und nahm einen Lehrstuhl an der Northwestern University in Chicago an. Dort war er auch für die Universal Oil Products Company als Industriechemiker tätig.
Er arbeitete auf den Gebieten heterogene Katalyse, Sprengstoffe, Petrochemie und Hochdruckchemie.
1897 stellte Ipatjew Isopren dar. 1904 konstruierte er die nach ihm benannte Ipatjew-Bombe, einen Autoklaven.
1939 wurde Ipatjew in die National Academy of Sciences gewählt, 1940 erhielt er die Willard Gibbs Medal.

## Ehrungen
Seit 1994 wird von der Russischen Akademie der Wissenschaften alle drei Jahre der W.-N.-Ipatjew-Preis für herausragende Arbeiten auf dem Gebiet der technischen Chemie vergeben.

## Veröffentlichungen
- Petroleum und seine Entstehung (1922)
- Catalytic Reactions at High Pressures and Temperatures (1936)
- My life in the United States: The memoirs of a chemist. - Evanston: Northwestern univ., 1959. - 200 с.
- The Life of a Chemist: Memoirs of Vladimir N. Ipatieff. - Stanford University Press, 1946.